# Leonardo Kimura
Leonardo Kimura (in giapponese レオナルド木村, traslitterato anche come Chimura; Nagasaki, 1575 – Nagasaki, 18 novembre 1619) è stato un gesuita giapponese, tra i primi cattolici del paese.
Già si era convertito il nonno, che ospitò san Francesco Saverio; la famiglia Kimura annovera tra i suoi membri cinque martiri.

## Biografia
I genitori di Leonardo Kimura erano già cattolici. Suo nonno aveva dato ospitalità a San Francesco Saverio ed era stato tra i primissimi giapponesi a ricevere il battesimo.
Leonardo nasce a Nagasaki, che stava diventando un centro cristiano importante, nel 1575. Frequenta la scuola dei Gesuiti e ancora giovane comincia ad accompagnare i missionari stranieri come catechista, aiutandoli con la lingua e le usanze locali.
Il 1º novembre 1602 viene accettato come frate coaudiutore nel noviziato di Ognissanti a Nagasak. Terminato il noviziato, per qualche tempo fa il pittore, l'incisore di legno e anche il cuoco al servizio della comunità di frati. Ma presto riprende l'attività di catechista e accompagnatore di missionari.
Nel 1614 i missionari sono banditi dal Giappone e la persecuzione contro i cristiani si fa più dura. Leonardo Kimura ha la possibilità di lasciare il Giappone insieme agli altri frati, ma decide di restare, aiutando i cristiani locali clandestinamente.
Nel dicembre 1616 viene arrestato. In carcere incontra altri cristiani e organizza con loro una comunità di fede. Inoltre svolge attività di catechista e ottiene la conversione di numerose persone, tra cui non solo altri carcerati ma anche guardie; nell'arco di circa tre anni vengono battezzate 96 persone.
Finalmente nel 1619 viene condotto davanti al governatore Gonroku, che lo interroga e infine lo condanna al rogo (più esattamente al "piccolo fuoco").
La mattina del 18 novembre 1619 Leonardo Kimura, insieme ad altri quattro cristiani, viene bruciato vivo.

## Culto
Leonardo Kimura è stato beatificato da papa Pio IX nel 1867.